# 哥斯达黎加第一共和国
哥斯达黎加第一共和国是哥斯达黎加历史上的一个时期的称呼，即从1848宪法中宣布成立哥斯达黎加共和国与1848年8月31日总统发布建国法令至1948年哥斯达黎加内战结束，1949年11月7日颁布的现行1949宪法这一时期。
在哥斯达黎加第一共和国时期，自由主义寡头和自由主义之思想在哥斯达黎加空前强大，在历史上的大部分时间里统治着这个国家。自由主义在该国政治上的霸权难以撼动以至于1870年至1940年期间这一时期被称为「自由国家」。然而，随着自由主义模式的衰弱和来自工人阶级的不满将导致在20世纪30年代和40年代出现一系列左倾的社会改革主义政府以及随之而来的内战。

## 历史
第一共和国是由哥斯达黎加自由邦末任总统和被誉为「共和国之父」的哥斯达黎加共和国首任总统何塞·瑪麗亞·卡斯楚·馬德里斯建立。马德里斯是一位自由主义者和共济会员，也是位出名的知识分子，试图促进个更开明的社会。马德里斯两次总统任期均被军事政变打断而无法完成，在此期间，有托馬斯·瓜迪亞·古鐵雷斯将军的军事独裁政府。但瓜尔亚将军也是位自由主义者，执政期间推动了些进步改革，包括自1871年以来废除使用死刑和酷刑。瓜迪亚颁布的1871年宪法是哥斯达黎加至今为止较为持久的宪法。另一发挥重要作用的总统是胡安·拉斐爾·莫拉·波拉斯，他在掠夺战争期间任总督，许多史学家认为此战乃哥斯达黎加真正之「独立战争」。
尽管共和国在经济、世俗化、自由和民权等许多领域取得明显成就，然自由主义霸权几乎没有给予反对势力以空间。保守派和较左倾之团体都因使用了「有问题的方法」而被排除在权力核心外，而专制政府与自由派之间的派系斗争也不为少见。譬如，在1889年哥斯达黎加大选中，哥斯达黎加天主教会的何塞·華金·羅德里格斯·澤萊東与自由派阿森西翁·埃斯基韦尔·伊瓦拉间发生沖突，时任总统貝爾納多·索托·阿爾法羅政府公开支持埃斯基韦尔，拒绝羅德里格斯之选举胜利，直到发生民众骚乱才改变其想法，后其辞职。同样，时任总统阿爾弗雷多·岡薩雷斯·弗洛雷斯试图向富人征税，使費德里科·蒂諾科·格拉納多斯发动1917年哥斯达黎加政变推翻现任政府而建立独裁政权。
对自由主义霸权的真正挑战将来自20世纪初开始蓬勃发展的左翼团体，包括基督教社会主义者、社会民主党人、无政府主义者、社会主义者和共产主义者的团体。这趋势有助于基督教社会主义参选人拉斐爾·安赫爾·卡爾德隆·瓜迪亞在1940年的哥斯达黎加大选中获胜。卡尔德隆与曼努埃爾·莫拉·巴爾韋德领导的哥斯达黎加共产党和维克多·曼努埃尔·萨纳布里亚·马丁内斯大主教领导的天主教会结盟，才使得其社会改革政策有实行之基础，但同时也导致了内战的爆发。